# Championnats d'Europe de course en ligne de canoë-kayak 1999
Navigation
Plovdiv 1997 Poznań 2000
Les championnats d'Europe de course en ligne de canoë-kayak se déroulent à Zagreb, (Croatie).

## Résultats

### Hommes

#### Canoë
| Event      | Or                                                                       | Temps          | Argent                                                               | Temps          | Bronze                                                                        | Temps          |
| C-1 200 m  | Russie Maxim Opalev                                                      | 40 s 425       | Tchéquie Martin Doktor                                               | 40 s 585       | Slovaquie Slavomír Kňazovický                                                 | 40 s 775       |
| C-1 500 m  | Russie Maxim Opalev                                                      | 1 min 49 s 810 | Tchéquie Martin Doktor                                               | 1 min 51 s 160 | Bulgarie Gábor Fürdök                                                         | 1 min 53 s 070 |
| C-1 1000 m | Russie Maxim Opalev                                                      | 3 min 52 s 363 | Tchéquie Martin Doktor                                               | 3 min 55 s 053 | Pologne Paweł Baraszkiewicz                                                   | 3 min 56 s 263 |
| C-2 200 m  | Pologne Paweł Baraszkiewicz Daniel Jędraszko                             | 37 s 851       | Roumanie Mitică Pricop Ionel Averian                                 | 38 s 031       | Tchéquie Petr Procházka Jan Břečka                                            | 38 s 341       |
| C-2 500 m  | Roumanie Florin Popescu Gheorghe Andriev                                 | 1 min 42 s 103 | Russie Aleksandr Kovalev Aleksandr Kostoglod                         | 1 min 42 s 283 | Espagne Alfredo Bea David Mascato                                             | 1 min 43 s 883 |
| C-2 1000 m | Russie Aleksandr Kovalev Aleksandr Kostoglod                             | 3 min 37 s 802 | Roumanie Florin Popescu Gheorghe Andriev                             | 3 min 38 s 352 | Allemagne Patrick Schulze Peter John                                          | 3 min 41 s 062 |
| C-4 200 m  | Tchéquie Petr Fuksa Petr Netušil Karel Kožíšek Petr Procházka            | 35 s 649       | Roumanie Ionel Averian Gheorghe Andriev Mitică Pricop Florin Popescu | 35 s 809       | Russie Konstantin Fomichev Ignat Kovalev Alexéi Volkonski Aleksandr Kostoglod | 35 s 979       |
| C-4 500 m  | Russie Andréi Kabanov Ignat Kovalev Alexéi Volkonski Konstantin Fomichev | 1 min 31 s 868 | Roumanie Florin Huidu Gheorghe Andriev Mitică Pricop Florin Popescu  | 1 min 31 s 866 | Tchéquie Petr Fuksa Petr Netušil Viktor Jiráský Jan Macháč                    | 1 min 33 s 176 |
| C-4 1000 m | Russie Andréi Kabanov Ignat Kovalev Alexéi Volkonski Konstantin Fomichev | 3 min 17 s 597 | Roumanie Mitică Pricop Sami Grigore Iosif Anisim Chirac Marcov       | 3 min 19 s 227 | Ukraine Roman Bundz Dmitri Sablin Nikolái Dimakov Leonid Kamlochuk            | 3 min 19 s 247 |

#### Kayak
| Event      | Or                                                                            | Temps          | Argent                                                                     | Temps          | Bronze                                                                 | Temps          |
| K-1 200 m  | Israël Michael Kolganov                                                       | 35 s 908       | Modèle:RFY Ognjen Filipović                                                | 36 s 018       | Tchéquie Pavel Hottmar                                                 | 36 s 228       |
| K-1 500 m  | Bulgarie Petar Merkov                                                         | 1 min 39 s 098 | Pologne Grzegorz Kotowicz                                                  | 1 min 39 s 418 | Israël Michael Kolganov                                                | 1 min 39 s 498 |
| K-1 1000 m | Hongrie Ákos Vereckei                                                         | 3 min 32 s 741 | France Babak Amir-Tahmasseb                                                | 3 min 33 s 551 | Israël Michael Kolganov                                                | 3 min 34 s 181 |
| K-2 200 m  | Pologne Marek Twardowski Adam Wysocki                                         | 33 s 515       | Norvège Andreas Gjersø Nils Olav Fjeldheim                                 | 33 s 975       | Russie Sergey Verlin Anatoli Tishchenko                                | 33 s 985       |
| K-2 500 m  | Pologne Marek Twardowski Adam Wysocki                                         | 1 min 28 s 852 | Hongrie Zoltán Kammerer Ákos Vereckei                                      | 1 min 29 s 362 | Hongrie István Beé Vince Fehérvári                                     | 1 min 29 s 962 |
| K-2 1000 m | Slovaquie Juraj Bača Michal Riszdorfer                                        | 3 min 12 s 529 | Hongrie Zoltán Kammerer Ákos Vereckei                                      | 3 min 14 s 169 | Pologne Marek Twardowski Adam Wysocki                                  | 3 min 14 s 709 |
| K-4 200 m  | Russie Andréi Tissin Vitali Gankin Alexandr Ivanik Roman Zarubin              | 31 s 269       | Ukraine Nikolái Zaichenkov Mijaíl Luchnik Andréi Borzhukov Olexi Slivinski | 31 s 969       | Slovaquie Rastislav Kužel Martin Chorváth Ján Divinec Andrej Wiebauer  | 31 s 999       |
| K-4 500 m  | Russie Andréi Tissin Vitali Gankin Alexandr Ivanik Roman Zarubin              | 1 min 20 s 688 | Bulgarie Petar Merkov Andrian Dushev Milko Kazanov Petar Sibinkich         | 1 min 22 s 258 | Roumanie Sorin Petcu Vasile Curazan Marian Sârbu Romică Şerban         | 1 min 22 s 558 |
| K-4 1000 m | Pologne Grzegorz Kotowicz Adam Seroczyński Marek Witkowski Dariusz Białkowski | 2 min 55 s 199 | Bulgarie Petar Merkov Andrian Dushev Milko Kazanov Petar Sibinkich         | 2 min 56 s 049 | Slovaquie Rastislav Kužel Martin Chorváth Juraj Kadnár Andrej Wiebauer | 2 min 57 s 499 |

### Dames

#### Kayak
| Event      | Or                                                                      | Temps          | Argent                                                                 | Temps          | Bronze                                                                       | Temps          |
| K-1 200 m  | Italie Josefa Idem                                                      | 41 s 322       | Hongrie Rita Kőbán                                                     | 41 s 582       | Espagne Belén Sánchez                                                        | 42 s 462       |
| K-1 500 m  | Italie Josefa Idem                                                      | 1 min 51 s 072 | Hongrie Rita Kőbán                                                     | 1 min 52 s 302 | Pologne Elżbieta Urbańczyk                                                   | 1 min 52 s 832 |
| K-1 1000 m | Italie Josefa Idem                                                      | 3 min 55 s 459 | Hongrie Rita Kőbán                                                     | 3 min 56 s 809 | Pologne Elżbieta Urbańczyk                                                   | 3 min 58 s 319 |
| K-2 200 m  | Pologne Beata Sokołowska-Kulesza Aneta Pastuszka                        | 39 s 454       | Hongrie Szilvia Szabó Erzsébet Viski                                   | 40 s 245       | Russie Natalia Guli Elena Tissina                                            | 40 s 374       |
| K-2 500 m  | Pologne Beata Sokołowska-Kulesza Aneta Pastuszka                        | 1 min 40 s 757 | Hongrie Szilvia Szabó Katalin Kovács                                   | 1 min 41 s 507 | Espagne Beatriz Manchón Izaskun Aramburu                                     | 1 min 42 s 607 |
| K-2 1000 m | Pologne Beata Sokołowska-Kulesza Aneta Pastuszka                        | 3 min 38 s 579 | Hongrie Andrea Borocsi Katalin Kovács                                  | 3 min 38 s 819 | Roumanie Elena Radu Sanda Toma                                               | 3 min 40 s 429 |
| K-4 200 m  | Russie Natalia Guli Tatiana Tishchenko Olga Tishchenko Galina Pryvayeva | 35 s 959       | Hongrie Szilvia Szabó Erzsébet Viski Kinga Bóta Katalin Kovács         | 36 s 459       | Tchéquie Šárka Borkovcová Kateřina Hluchá Barbora Futerová Milena Pergnerová | 36 s 949       |
| K-4 500 m  | Hongrie Kinga Bóta Erzsébet Viski Szilvia Szabó Katalin Kovács          | 1 min 35 s 126 | Espagne Belén Sánchez Beatriz Manchón Ana María Penas Izaskun Aramburu | 1 min 36 s 796 | Russie Natalia Guli Tatiana Tishchenko Olga Tishchenko Galina Pryvayeva      | 1 min 37 s 506 |

## Tableau des médailles
Épreuves officielles uniquement.
| Rang  | Nation         | Or | Argent | Bronze | Total |
| ----- | -------------- | -- | ------ | ------ | ----- |
| 1     | Russie         | 9  | 1      | 4      | 14    |
| 2     | Pologne        | 7  | 1      | 4      | 12    |
| 3     | Italie         | 3  | 0      | 0      | 3     |
| 4     | Hongrie        | 2  | 9      | 1      | 12    |
| 5     | Roumanie       | 1  | 5      | 2      | 8     |
| 6     | Tchéquie       | 1  | 3      | 4      | 8     |
| 7     | Bulgarie       | 1  | 2      | 0      | 3     |
| 8     | Slovaquie      | 1  | 0      | 4      | 5     |
| 9     | Israël         | 1  | 0      | 2      | 3     |
| 10    | Espagne        | 0  | 1      | 3      | 4     |
| 11    | Ukraine        | 0  | 1      | 1      | 2     |
| 12    | France         | 0  | 1      | 0      | 1     |
|       | Norvège        | 0  | 1      | 0      | 1     |
|       | RF Yougoslavie | 0  | 1      | 0      | 1     |
| 15    | Allemagne      | 0  | 0      | 1      | 1     |
| Total | Total          | 26 | 26     | 26     | 78    |